# KT66
KT66电子管是曾经广泛用于音频功率放大的注明束射功率管，由英国马可尼（M-OV）公司于1937年制成。如今KT66仍然被用于音响发烧友的胆机（电子管功率扩大机）中。

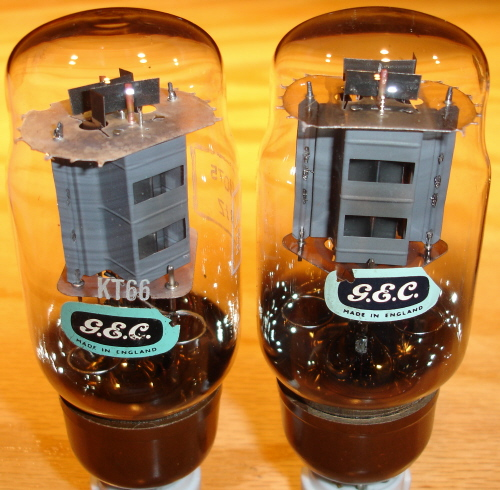
英国公司G.E.C.制造的KT66

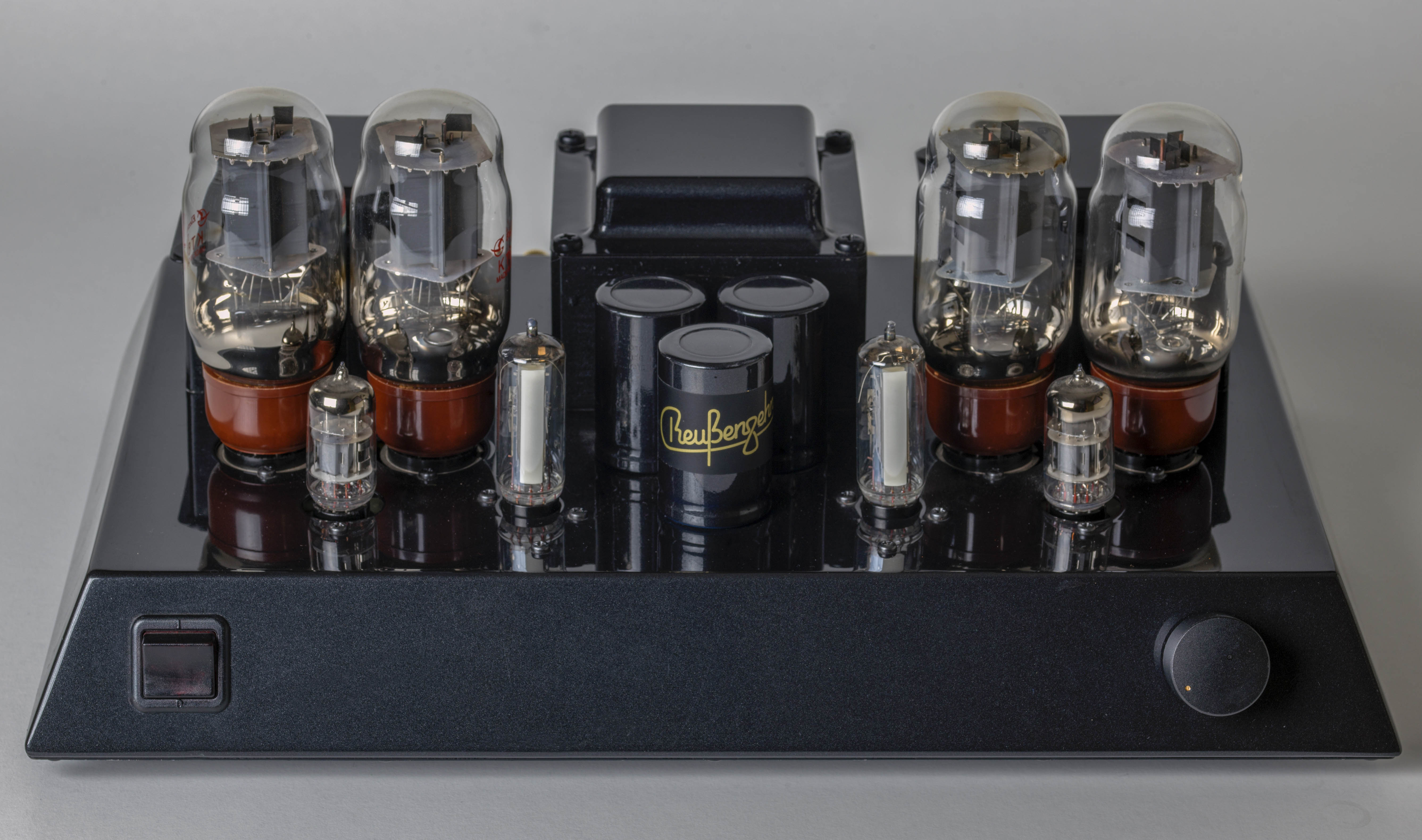
使用KT66功放管的胆机

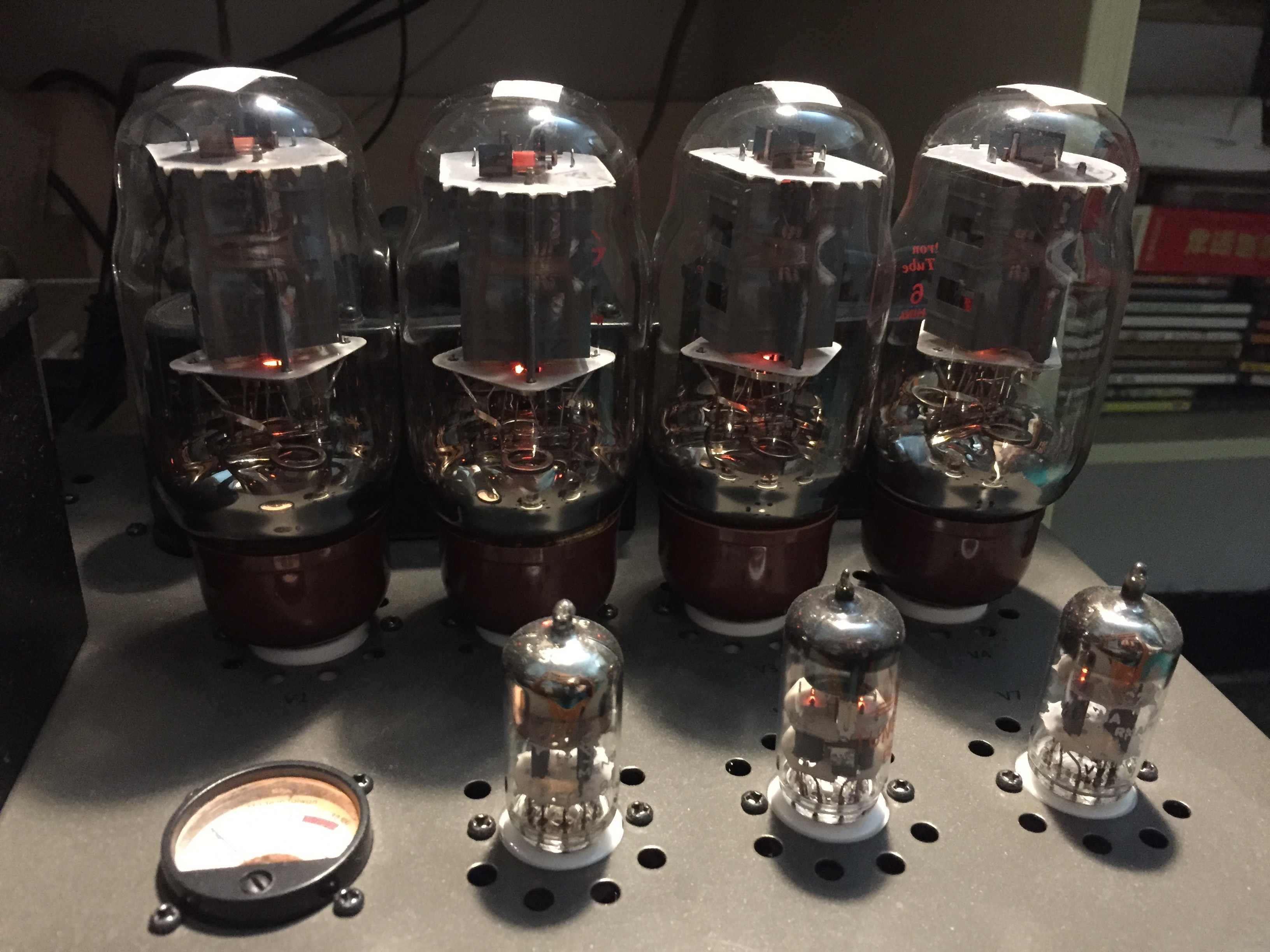
使用KT66功放管的胆机

| 相关信息           | 相关信息                                                                  |
| ------------------ | ------------------------------------------------------------------------- |
| 类别               | 束射四极管                                                                |
| 用途               | 声频功率放大： 甲类放大（单端和推挽） 甲乙类放大（推挽） 乙类放大（推挽） |
| 阴极               |                                                                           |
| 种类               | 旁热式金属氧化物阴极                                                      |
| 最大阴极电流       | 200mA                                                                     |
| 灯丝电压           | 6.3V                                                                      |
| 灯丝电流           | 1.3A                                                                      |
| 屏极               |                                                                           |
| 最大耗散功率       | 25W                                                                       |
| 最大屏极电压       | 500V                                                                      |
| 第一栅极           |                                                                           |
| 最大栅极负压       | 200V                                                                      |
| 帘栅极             |                                                                           |
| 最大帘栅电压       | 500V                                                                      |
| 最大耗散功率       | 3.5W                                                                      |
| 其他信息           |                                                                           |
| 最大玻壳温度       | 250℃                                                                      |
| 最大灯丝阴极间电压 | 150V                                                                      |
| Cg1                | 14.5pF                                                                    |
| Ca                 | 10.0pF                                                                    |
| Ca-g1              | 1.1pF                                                                     |

## 概览
由英国工程师J. Owen Harries开发的KT66是Hivac有限公司于1935年推向市场的“ Harries电子管”的直接改良版本。据信Harries是第一个发现“临界距离”效应的工程师。 他发现通过将阳极放置在一定距离上（该距离是帘栅-阴极间距离的特定倍数），可最大地提高四級功率管的效率。 这种设计还最小化了从屏极发射之二次电子的干扰。

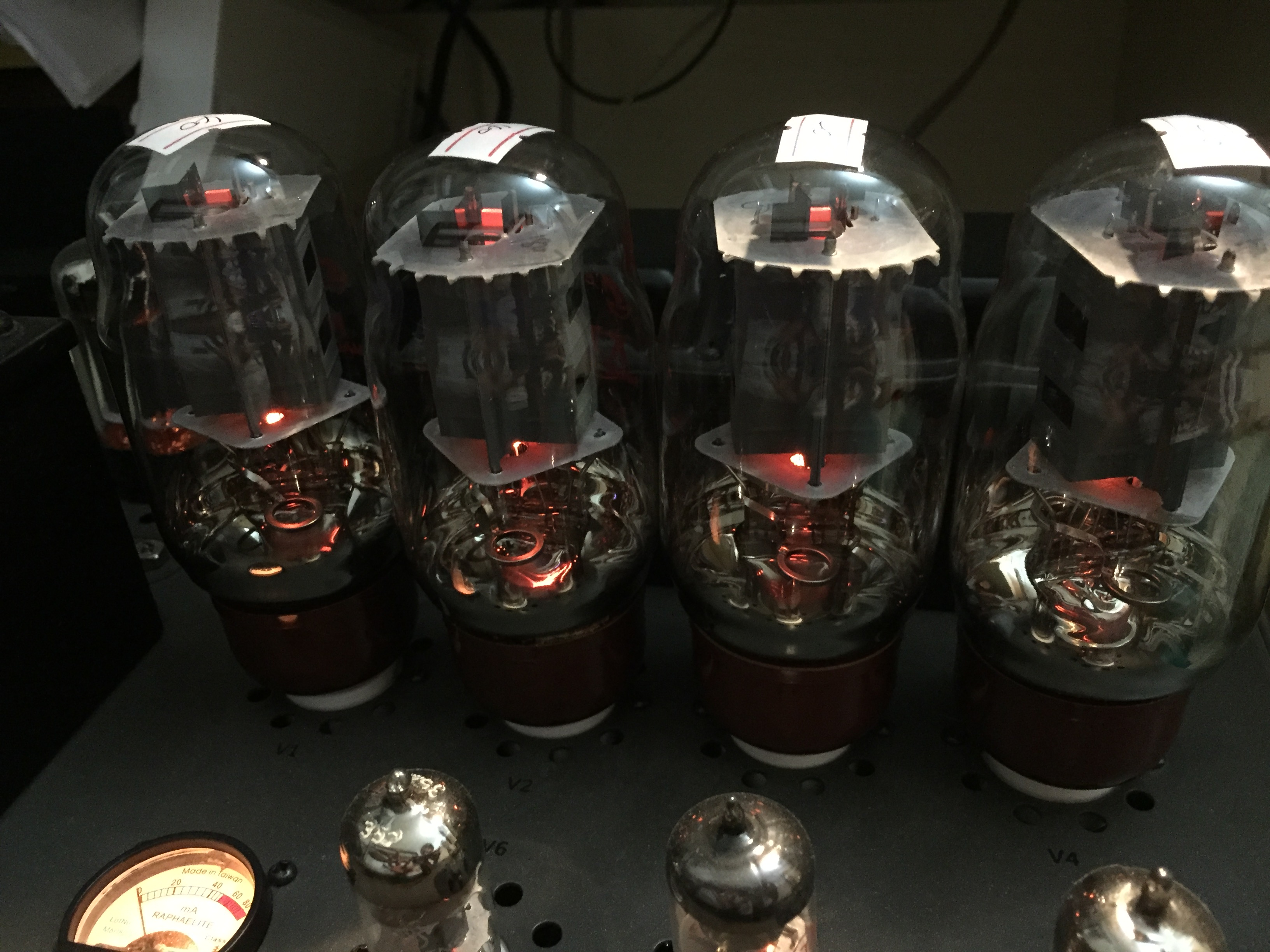
中国曙光电子生产的KT66

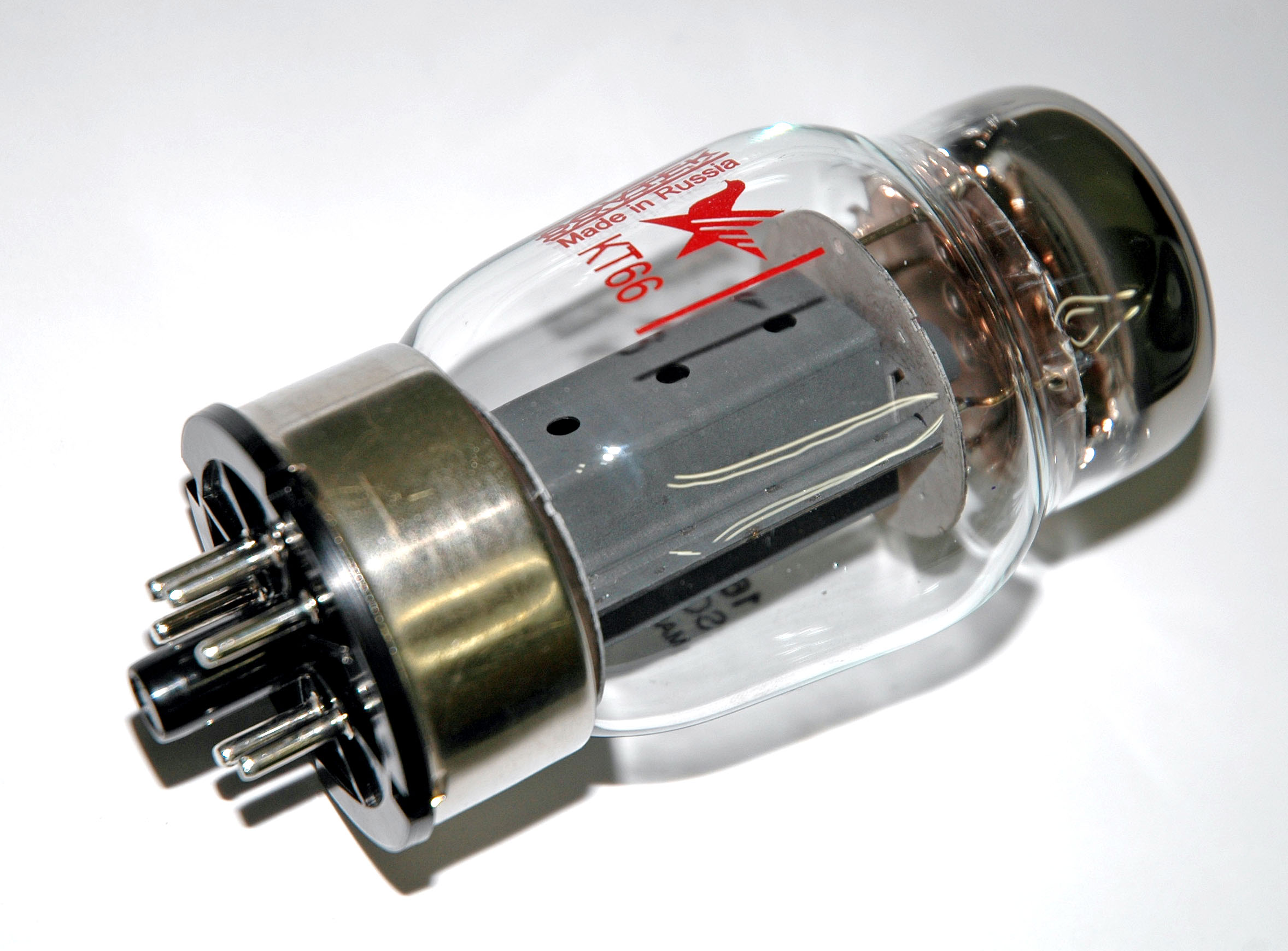
俄罗斯Sovtek生产的KT66

EMI工程师Cabot Bull和Sidney Rodda改进了Harries的设计，将一对束射屏连接至阴极。这对束射屏可以产生聚集的电子束，能起到类似五极管中抑制栅的作用。同时，这种束射管的设计避开了欧洲飞利浦公司的功率五极管专利。因为该种束射管解决了普通四极管在阳极电压电流曲线中存在一段弯折区域（英文为“kink”意为扭结）的问题，所以M-OV公司将其命名为KT66（KT是“Kinkless Tetrode”的英文缩写，意为无扭结的四极管）。三极管连接的KT66将会有类似PX25的特性。
不过，第一款上市的束射四极管不是M-OV的KT66，而是美国RCA公司的6L6，这是M-OV与RCA达成的专利协议的结果。6L6与KT66几乎是可以互换的，不过KT66比早期的6L6要坚固；在同一个偏置电压与屏极、帘栅极电压下，KT66将会有比6L6更大的阴极电流。
在1988年，M-OV公司停止了它的电子管生产线，M-OV KT66也随之停产。在2020年，中国的曙光电子、斯洛伐克的JJ电子、俄罗斯的Reflektor Saratov仍在制造KT66。其中，俄罗斯Reflektor Saratov提供复刻版的Genelax KT66。
KT66用于标准接法的甲乙类推挽中时可产生50W的输出功率，此时负载阻抗为8K。而用在40%UL的超线性接法的甲乙类推挽中最大能输出35W的功率，此时最佳负载阻抗为7K。事实上，在超线性接法中，由于功率管对阻抗的变化不及标准接法敏感，6K至8K的负载阻抗都是可以接受的，详见参考文献GEC. KT66 参数表中的超线性接法阻抗-功率-失真特性图。

## 另请参见
- EL34